# 韦泽祖
韦泽祖（法語：Vézézoux，法語發音：[vezezu]）是法国上卢瓦尔省的一个市镇，位于该省西北部，和多姆山省接壤，属于布里尤德区。

## 地理
韦泽祖（45°24'12"N, 3°20'48"E）面积7.13 平方千米，位于法国奥弗涅-罗讷-阿尔卑斯大区上盧瓦爾省，该省份为法国中南部省份，北起多姆山省和卢瓦尔省，西接康塔爾省，南至洛泽尔省，东临阿尔代什省。
与韦泽祖接壤的市镇（或旧市镇、城区）包括：欧宗、圣弗洛里娜、韦尔贡容、布拉萨克莱米讷、瑞莫、圣让圣热尔韦。

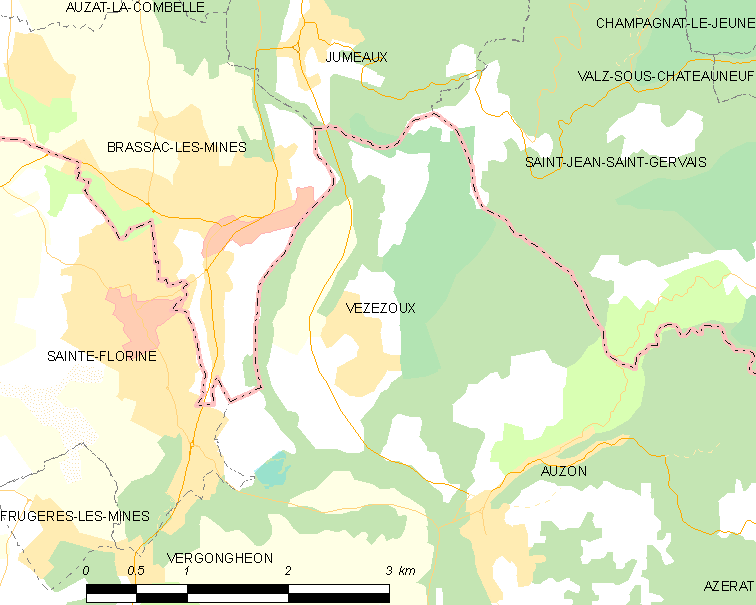
韦泽祖的OSM定位图

韦泽祖的时区为UTC+01:00、UTC+02:00（夏令时）。

## 行政
韦泽祖的邮政编码为43390，INSEE市镇编码为43261。

## 政治
韦泽祖所属的省级选区为圣弗洛里娜县。

## 人口

1962-2008年间韦泽祖人口变化图示

韦泽祖于2022年1月1日时的人口数量为631人。

## 交通
上卢瓦尔省省道D16线经过境内。